# Efteling Theaterproducties
Efteling Theaterproducties is een bedrijfje van de Efteling in Kaatsheuvel.
Het maakt musicals voor de Efteling. Tot de musicals behoren Droomvlucht, TiTaTovenaar, Kruimeltje en verschillende sprookjesmusicals van sprookjes in en rond het Sprookjesbos. Olaf Vugts is een van de producenten. De voorstellingen vinden plaats in het Efteling Theater. Ook worden er speciale personeelsmusicals gehouden voor het personeel en hun familie, zoals de musical Hebt gij 't al gehoord?!